# Río Ancoa
El río Ancoa es un curso natural de agua que nace en la falda norte del cerro Lástimas en la Provincia de Linares de la Región del Maule y fluye con dirección general poniente hasta desembocar en el río Achibueno en las cercanías de la ciudad de Linares.

## Trayecto
El río Ancoa tiene una longitud total de 52 km medidos desde su nacimiento hasta su junta con el río Achibueno, una pendiente media de 0,38% y una temperatura media en la
subsubcuenca de 12,8 °C, abarca una extensión, aproximada, de 498 km²: 43 
En sus orígenes recibe agua desde el río Melado a través del Canal Melado y en su tránsito hacia el oeste bordea por el sur la ciudad de Linares, en el sector Nuevo Amanecer.

## Caudal y régimen
El río tiene una estación fluviométrica en El Morro, a 200 m s. n. m., que muestra un régimen pluvial, con crecidas en invierno, pero con leves influencias nivales para años secos. En años húmedos las crecidas ocurren entre mayo y julio, producto de las precipitaciones de invierno. Los menores se presentan entre enero y abril. En años secos (ver línea del 95%), se observa una influencia nival que es responsable de los mayores caudales en este tipo de años. Los menores ocurren entre abril y junio.: 62–63 
El río Ancoa recibe aguas del río Melado a través del canal Melado.

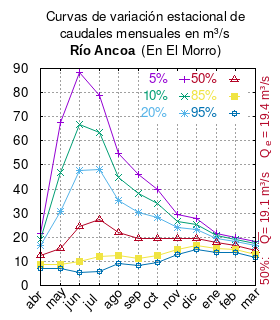
Curva de variación estacional del río Ancoa en el Morro.

El caudal del río (en un lugar fijo) varía en el tiempo, por lo que existen varias formas de representarlo. Una de ellas son las curvas de variación estacional que, tras largos periodos de mediciones, predicen estadísticamente el caudal mínimo que lleva el río con una probabilidad dada, llamada probabilidad de excedencia. La curva de color rojo ocre (con {\displaystyle {\color {Red}\vartriangle }}) muestra los caudales mensuales con probabilidad de excedencia de un 50%. Esto quiere decir que ese mes se han medido igual cantidad de caudales mayores que caudales menores a esa cantidad. Eso es la mediana (estadística), que se denota Qe, de la serie de caudales de ese mes. La media (estadística) es el promedio matemático de los caudales de ese mes y se denota {\displaystyle {\overline {Q}}}. 
Una vez calculados para cada mes, ambos valores son calculados para todo el año y pueden ser leídos en la columna vertical al lado derecho del diagrama. El significado de la probabilidad de excedencia del 5% es que, estadísticamente, el caudal es mayor solo una vez cada 20 años, el de 10% una vez cada 10 años, el de 20% una vez cada 5 años, el de 85% quince veces cada 16 años y la de 95% diecisiete veces cada 18 años. Dicho de otra forma, el 5% es el caudal de años extremadamente lluviosos, el 95% es el caudal de años extremadamente secos. De la estación de las crecidas puede deducirse si el caudal depende de las lluvias (mayo-julio) o del derretimiento de las nieves (septiembre-enero).

## Historia
Francisco Solano Asta-Buruaga y Cienfuegos escribió en 1899 en su Diccionario Geográfico de la República de Chile sobre el río:
Ancoa (Riachuelo de).-—Afluente del Achihuenu. Nace dentro de las últimas faldas de los Andes hacia el E. de la ciudad de Linares, y corre hacia el O. al principio por entre esas sierras y después al través de hermosos campos; yendo á echarse en la derecha de aquel río en el paraje de Llepu al S. de dicha ciudad, al cabo de 30 á 35 kilómetros de curso: es de poco caudal. En su extremo inferior tiene unos terrazgos feraces, llamados Vegas de Ancoa. Parece el nombre contracción de ancacoa, cuerpo de lechuza.
En 1959 se planificó la construcción de un embalse, sin embargo el proyecto fue abandonado debido a las condiciones del terreno que impedían la acumulación de agua. Entre 2008 y 2012 se construyó un nuevo embalse, ubicado varios kilómetros más al oriente, el cual sirve para riego y generación de energía eléctrica.
A partir de los años 1990, ha sido un destino frecuente de turismo especialmente en su cauce alto, por la presencia de paisajes naturales poco intervenidos y su cercanía con la precordillera de los Andes.